# Genêt ailé
Genista sagittalis, Chamaespartium sagittale
Espèce
Classification phylogénétique
Statut de conservation UICN

 LC  : Préoccupation mineure
Le genêt ailé, aussi appelé genêt sagitté, genêt à tiges ailées ou genistrelle, Genista sagittalis, est une espèce de plantes à fleurs de la famille des Fabaceae. C'est un sous-arbrisseaux vivace trouvé en Europe.

## Description
C'est une petite plante (10 à 30 cm de haut), prostrée, en coussinet, aux tiges érigées avec 3 larges ailes qui sont comprimées aux nœuds. Sur ces derniers s'attachent de petites feuilles ovales. Les fleurs sont jaunes, en grappes terminales.

## Habitat et aire de répartition
Ce genêt se rencontre dans les prairies, pelouses, rocailles ou talus jusqu'à 2 000 m d'altitude. La floraison a lieu de mai à juillet suivant la localisation.
L'aire de répartition couvre pratiquement toute l'Europe tempérée, de la France au sud du Danemark, de l'Allemagne et de la Pologne.

## Galerie

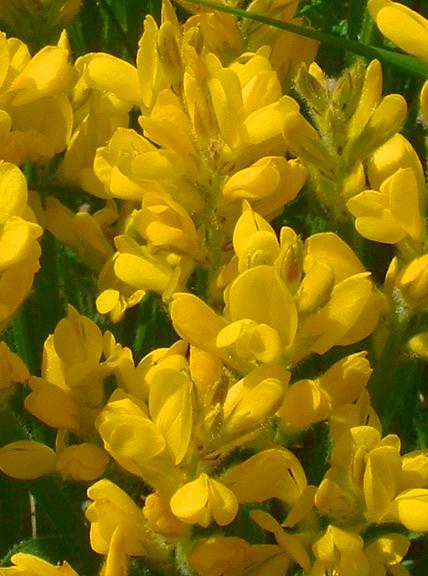
Inflorescence.
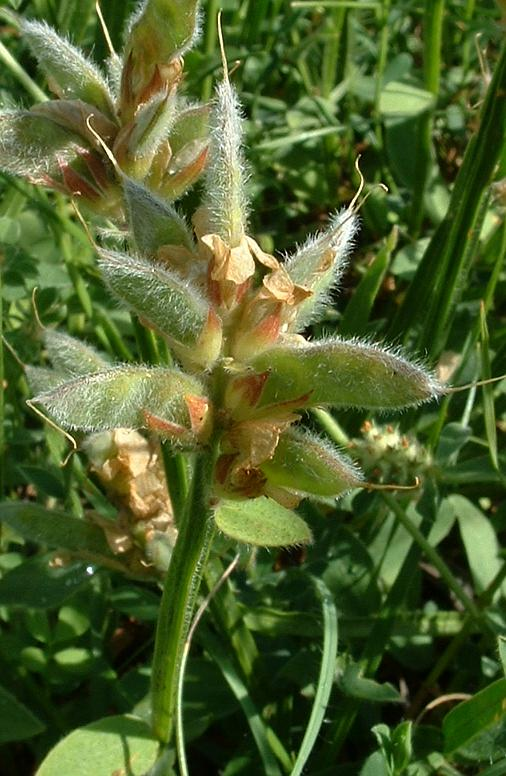
Gousses.

## Synonymes
- Chamaespartium sagittale (L.) P.E. Gibbs
- Cytisus sagittalis (L.) K. Koch